# 藤林広超
藤林 広超（ふじばやし こうちょう、1888年（明治21年）12月25日 - 1984年（昭和59年）3月12日）は、日本の中国文学者、真宗大谷派僧侶。

## 来歴
1911年、第三高等学校を卒業。1914年、京都帝国大学中国文学科を卒業。同志社大学教授、同志社女専講師を歴任。僧侶としては西宗寺（京都府京都市下京区）の住職を務めていた。
大正のおわりごろ現地で購入して以来、長年親しんできた中国の李汝珍の小説『鏡花縁』の翻訳を、大学を退官した70歳のとき（1968年）に決意、以後20年以上の歳月を掛けてこれを翻訳し、92歳のとき（1980年）これを出版した。

## 著書
編集
- 『白話篇』平野書店〈支那文学読本 第3冊〉、1933年1月。
- 『大学・中庸・孝経』平野書店、1934年4月。
- 『漢文 第1輯』平野書店、1938年9月。
- 『枳北遺稿』西宗寺、1939年11月。
- 『支那文学読本』平野書店、1940年5月。

翻訳
- 李汝珍『鏡花縁 則天武后外伝』講談社、1980年8月。